# Varuna (god)

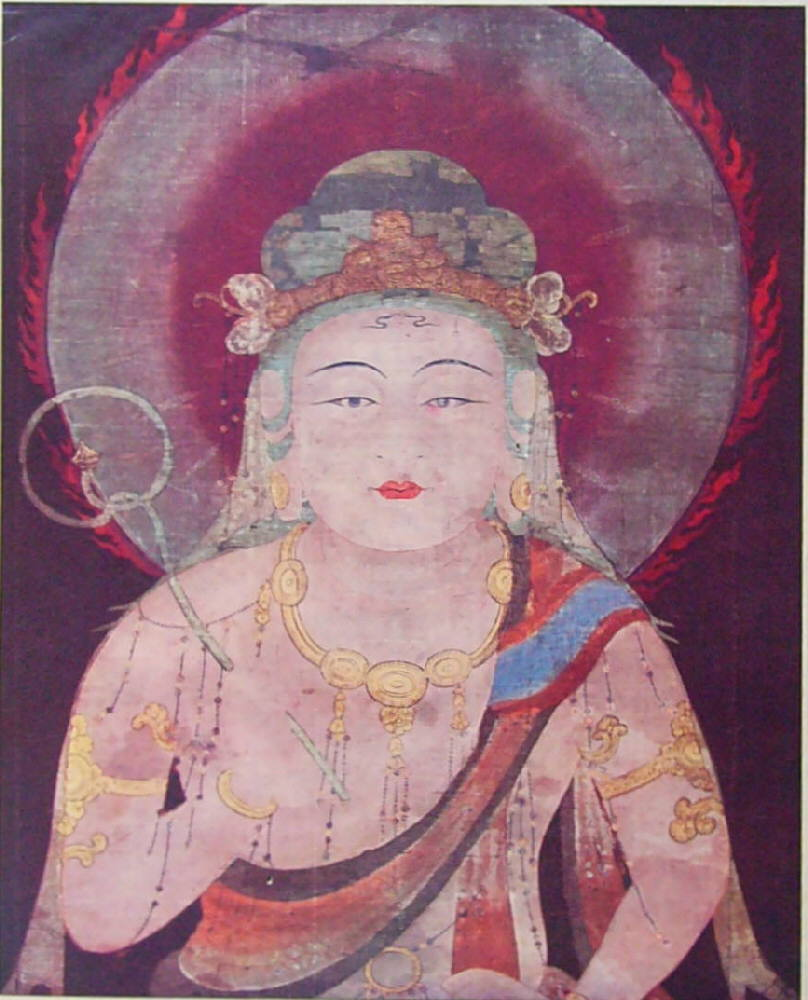
Varuna (Kyoto National Museum, Kioto)

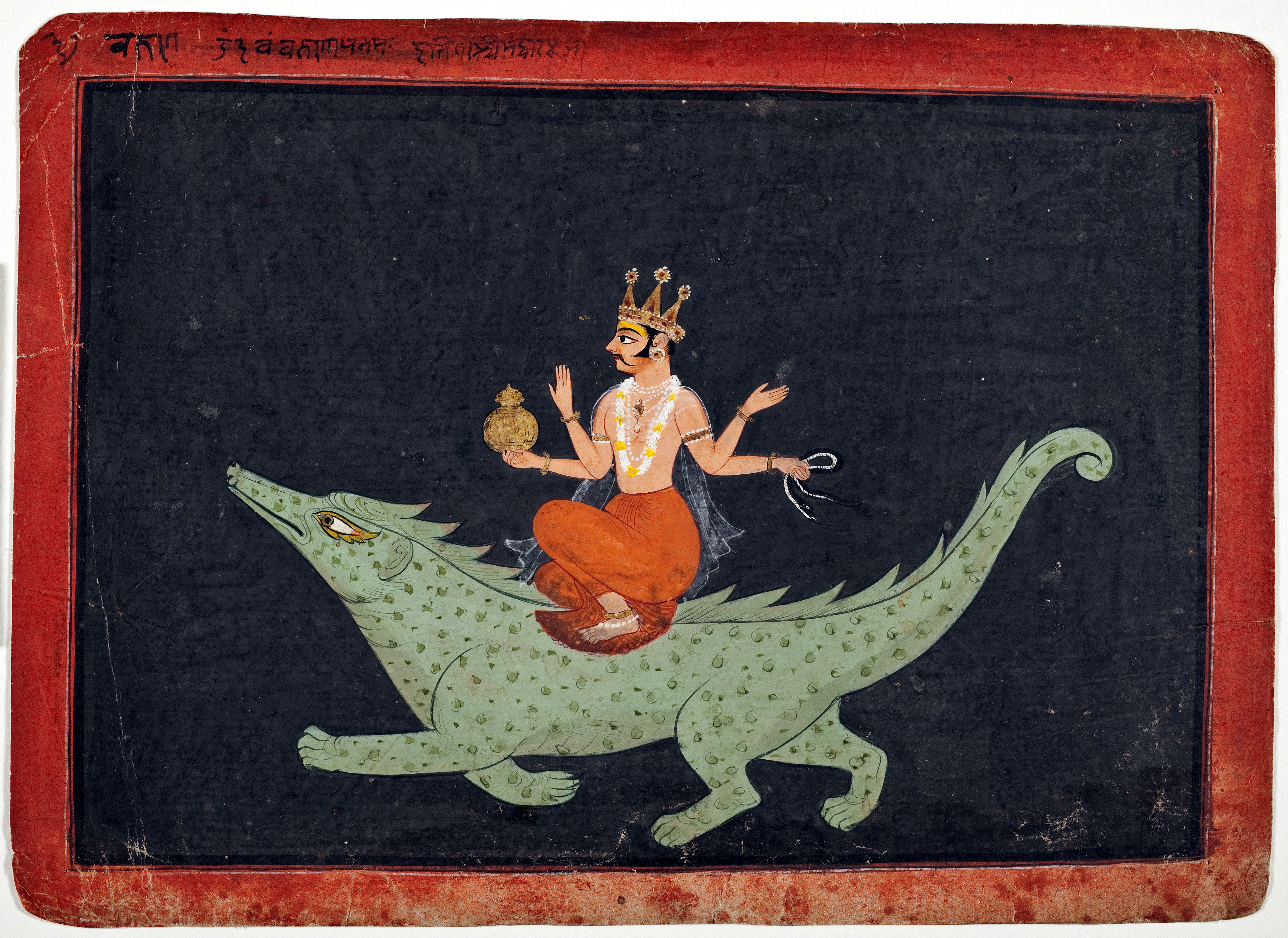
Varuna op zijn vahana Makara

Varuna (Devanagari:वरुण, IAST:varuṇa letterlijk: alles omhullende hemel) is in het Hindoeïsme  een Aditya (oude god) van de hemel, van regen en van de oceaan van melk, evenals een god van de wet en van de onderwereld. Het is de meest prominente Asura in de Rig-Veda, die heerst over de goden. 

## Etymologie
De naam varuṇa betekent letterlijk 'hij die omhult', van de wortel 'vr' (omhullen, overkoepelen). Indo-Europees taalhistorisch onderzoek heeft uitgewezen dat de naam van deze aloude Vedische godheid mogelijk verwant is met die van de Griekse hemelgod Uranus (zie Dyeus).

## Familie en verblijfplaats
Varuṇānī (Varuni) was Varuṇa's vrouw en Varuṇatmajā zijn dochter, ook geestrijke drank of wijnlikeur (zo genoemd omdat deze uit de Melkoceaan werd gewonnen toen die gekarnd werd). Varuṇāvi was een naam die ook aan de godin Lakshmi werd toegekend. Varuṇavāsa was Varuna's verblijf of de oceaan, ook Varuṇalaya genoemd (Varuṇoda betekent zeewater).

## Vahana
De Makara is zijn vahana (rijdier), meestal afgebeeld met de voorpoten van een antilope of steenbok en het lichaam en de staart van een vis (Steenbok).

## Epitheta
Epitheta zijn: "Koning van de goden", "Koning van goden en mensen", of "Koning van het heelal", Prachetas (de wijze), Jalapati (heer van het water), Yadapati (heer van waterwezens), Amburaja (koning van waterstromen) en Pasi (de lus-drager). Aan geen andere godheid worden even grote attributen en functies toegeschreven. 

## Oppergod en schepper
Hij is degene die hemel en aarde gescheiden houdt, ondersteunt en vormt, met zijn buitengewone macht en wijsheid (maya, occulte kracht,  genoemd). Hij plaatste vuur in de wateren, de zon aan de hemel en Soma op de rotsen. De wind is Varuna's adem.
Gedurende de voor-vedische tijd was Varuna de alwetende en omnipotente oppergod en de bewaarder van de wetten en de orde.  Varuna was de meester van het Ṛta of Ritam, de energie die ervoor zorgt dat de kosmos op tijd blijft werken. In later tijden neemt de god Indra de rol van oppergod geleidelijk over van Varuna, iets wat we in de Rig Veda al kunnen lezen.

### Lichtgod
Zo was Varuna degene die ervoor zorgde dat zijn schepping en oog, de zon, zich bleef voortbewegen. Hij heerste over de nacht en de doden en kon aan stervelingen onsterfelijkheid schenken. Als de maangod wordt hij afgebeeld als een witte man in een gouden harnas met een lus of lasso gemaakt van een slang in de hand. Deze voorstelling appelleert aan een eerder vrouwelijk aspect als scheppergodheid, in zekere zin verwant aan de Slangengodin.
Hij is de heer van licht, zowel overdag als 's nachts. Als heerser over de nacht zoals Mitra over de dag heerst, werd hij vaak apart vereerd, terwijl Mitra zelden alleen wordt aangeroepen.

### God van andere wereld
In de latere Vedische literatuur wordt hij vaak samen met Agni (vuurgod), Yama (doodsgod) en Vishnoe aangeroepen. In Rig Veda iv.1,2 wordt hij zelfs de broer van Agni genoemd. Zijn vereerder hoopt Varuna en Yama, de twee koningen die zegenrijk regeren, in 'de volgende wereld' te zien.

### Watergod
Alhoewel hij in de Veda niet algemeen wordt beschouwd als de god van de oceaan, wordt hij wel vaak met de wateren geassocieerd, vooral de wateren van de atmosfeer of het firmament. In de latere mythologie werd hij een soort Neptunus en in de Mahabharata geldt Varuna als een van de gandharvadeva's, als een Naga en zelf koning van de Nagas en een Asura.
Omdat Varuna sterk werd geassocieerd met regen, veranderde hij langzaam maar zeker in de god van de rivieren, zee en oceaan.